# Crkva Našašća Sv. Križa u Zrinu
Crkva Našašća Sv. Križa u Zrinu bila je rimokatolička crkva u selu Zrinu, Hrvatska. Arheološki ostatci crkve su zaštićeno kulturno dobro.

## Povijest
Vrijeme nastanka je od 14. do 18. stoljeća. Arheološki ostatci Crkve Našašća Sv. Križa u Zrinu nalaze se u južnom dijelu naselja Zrin, podno južnih obronaka Zrinske gore, na području općine Dvor. Povijest lokaliteta seže do 1334. godine kada se župa u Zrinu spominje u popisu župa Zagrebačke biskupije Ivana Arhiđakona Goričkog. Tada je bila posvećena Blaženoj Djevici Mariji. Za vrijeme turske vlasti na tom području crkva je najvjerojatnije bila srušena. U arheološkom istraživanju 2013. pronađeni su ostatci gotičke crkve, većih dimenzija nego što se ranije mislilo- duljina crkve je 28 metara, širina broda 14 metara, a najširi dio crkve koji je uključivao i zvonik iznosio je 19 metara. Još jedno bitno otkriće je otkriće 3 razine podnice. Sama iskopana struktura je jednobrodna crkva s oblom apsidom koja ima četiri pripadajuća kontrafora, orijentacije istok-zapad. Unutar crkve nađeni su ostatci zida koji odvaja brod crkve od apside, a južno od apside nađeni su i postamenti nekadašnjeg zvonika crkve. Osim ostataka arhitekture, pronađeno je i 10 skeletnih grobova, uglavnom bez priloga i najčešće orijentacije istok - zapad.
Crkvu su, zajedno s ostatkom sela, srušile partizanske snage nakon Bitke za Zrin, 9. rujna 1943. godine. Posljednji je put crkveno zvono s ove crkve zazvonilo 8. rujna 1943. i nakon toga se u Zrinu crkveno zvono nije čulo više od 76 godina, sve do blagoslova nove crkve. Nova spomen-crkva koja ima istog zaštitnika sagrađena je u suvremenom stilu i nije ista kao stara crkva na čijem je mjestu podignuta. Blagoslovljena je 14. rujna 2019. godine.

## Zaštita
Pod oznakom Z-6571 zavedena je kao nepokretno kulturno dobro - pojedinačno, pravna statusa zaštićena kulturnog dobra, klasificirano kao "arheološka graditeljska baština".